# Thelyphonus suckii
Espèce
Thelyphonus suckii est une espèce d'uropyges de la famille des Thelyphonidae.

## Distribution
Cette espèce est endémique de Bornéo. Elle se rencontre en Malaisie au Sarawak et en Indonésie au Kalimantan.

## Publication originale
- Kraepelin, 1897 : Revision der Uropygi Thor. (Thelyphonidae auct.). Abhandlungen aus dem Gebiete der Naturwissenschaften herausgegeben vom Naturwissenschaftlichen Verein in Hamburg, vol. 15, p. 1–58.